# Edge Hills Park
Edge Hills Park är en park i Kanada.   Den ligger i provinsen British Columbia, i den sydvästra delen av landet, 3 400 km väster om huvudstaden Ottawa. Edge Hills Park ligger 1 454 meter över havet.
Terrängen runt Edge Hills Park är bergig åt sydväst, men åt nordost är den kuperad. Trakten runt Edge Hills Park är nära nog obefolkad, med mindre än två invånare per kvadratkilometer..
I omgivningarna runt Edge Hills Park växer i huvudsak barrskog.